# محمد عبده (خواننده)
محمد عبده (عربی: محمّد عبده؛ زادهٔ ۱۲ ژوئن ۱۹۴۹) خواننده اهل کشور عربستان سعودی است. به این خواننده که از سال ۱۹۶۱ میلادی تا اکنون مشغول فعالیت بوده‌است، لقب «هنرمند اعراب» را داده‌اند.